# Forteresse de Pošijak
La forteresse de Pošijak (serbe : Pošijak/Пошијак) se trouve en Bosnie-Herzégovine, à Han Pijesak. Elle remonte au Moyen Âge, XIIe siècle.

## Localisation
La forteresse de Pošijak se trouve à proximité de la Han Pijesak.

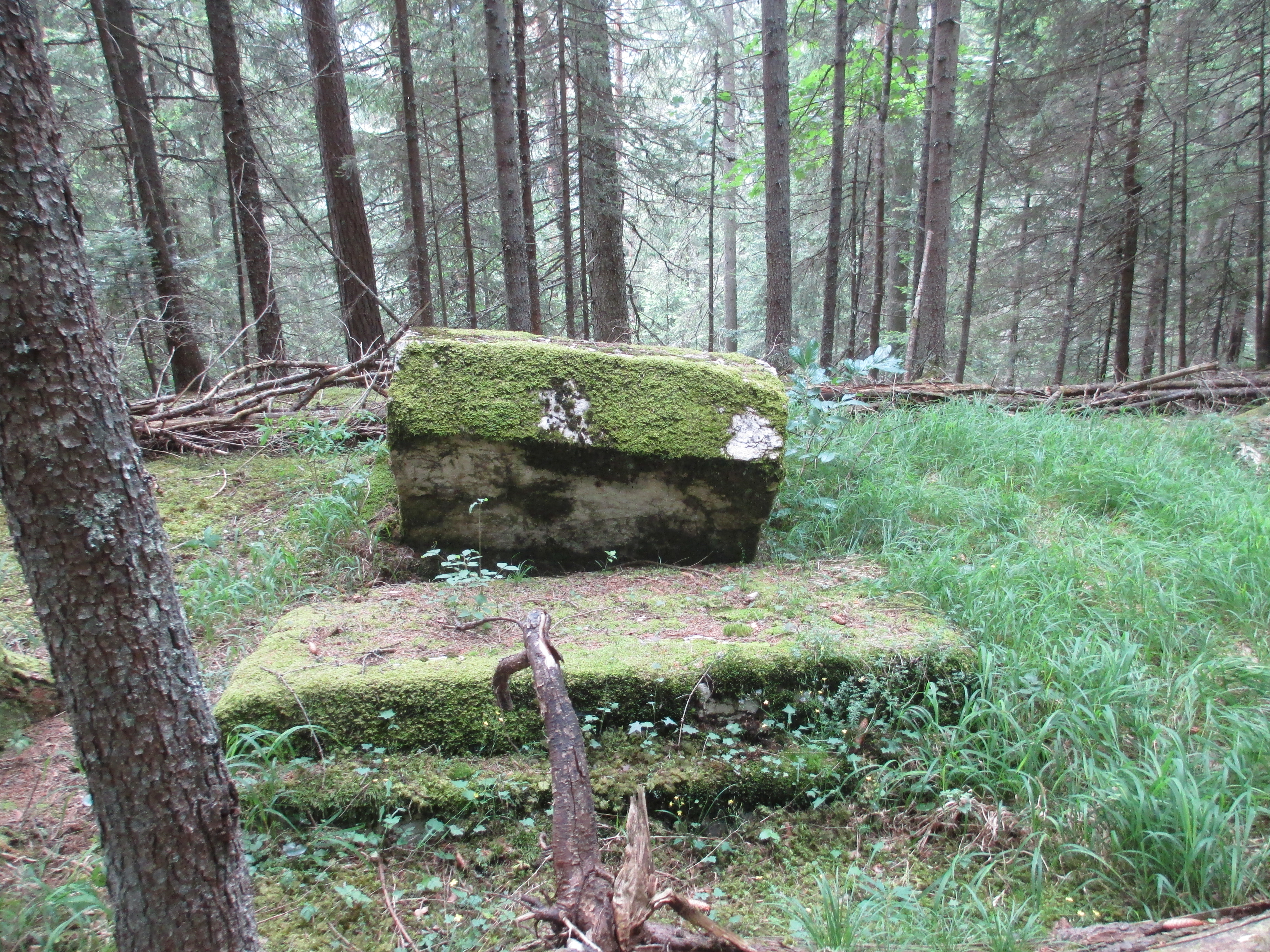
orthodoxe Stećak, forteresse de Pošijak